# ستان لونش
ستان لونش (بالإنجليزية: Stan Lynch)‏ هو منتج أسطوانات وموسيقي وكاتب أغاني أمريكي، ولد في 21 مايو 1955 في سينسيناتي في الولايات المتحدة.

## وصلات خارجية
- ستان لونش على موقع IMDb (الإنجليزية)
- ستان لونش على موقع ميوزك برينز (الإنجليزية)
- ستان لونش على موقع أول ميوزيك (الإنجليزية)
- ستان لونش على موقع ديسكوغز (الإنجليزية)